# Мулард

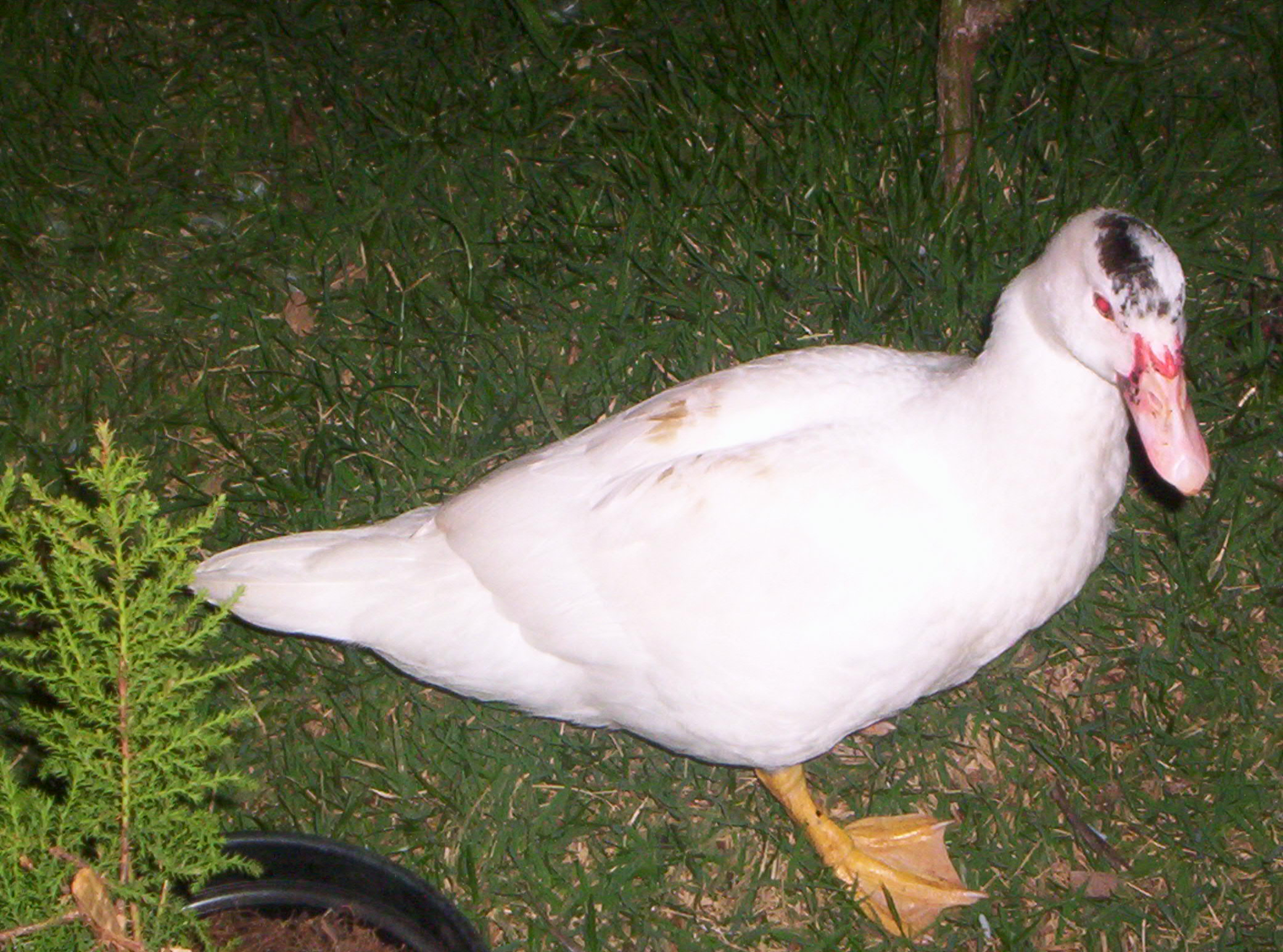
Мулард

Качки мулард — гібрид, отриманий у результаті селекційного схрещування мускусної качки з пекінською. Ця м'ясна порода виведена у Франції. Ідеально підходить як для промислової відгодівлі, так і для розведення в домашніх умовах. Догляд за цією птицею нічим не відрізняється від звичного за качками відомих порід.
Мускусних качок вважають охайними, спокійними, їхнє м'ясо високої якості, вони продуктивні в тому сенсі, що корм перетворюється на м'язи, а не на жир. Проте є в них і недоліки — повільно ростуть і великої ваги не набирають. Звичайні ж домашні качки, навпаки, скороспілі, набирають більшу вагу, проте вони галасливі, неохайні, мають схильність до ожиріння. Муларди поєднують у собі найкращі риси качачих предків і позбавлені їхніх недоліків. Качки породи мулард мають міцне здоров'я і легко пристосовуються до будь-яких умов довкілля. Невибагливі щодо кормів.
Проте ці качки на вітчизняному ринку невиправдано дорогі. Насамперед через те, що це стерильний гібрид, не спроможний давати потомство. Качки мулард, досягаючи статевої зрілості, несуть незапліднені яйця.
Уже в місячному віці їх можна випускати на річку. А коли з'являється трава — випасати. Вони добре набирають вагу від будь-якого корму.
Основна сфера застосування качок — відгодівля на м'ясо та печінку. Печінку селезнів породи мулард використовують для приготування національної французької страви — фуа-гра.
М’ясо мулардів дуже смачне, темне на вигляд і нагадує смак яловичини. Воно високотехнологічне: можна тушити, коптити, консервувати, використовувати для фаршу тощо, оскільки воно більш пісне, ніж у кросів пекінської породи. За даними фірми «Грімо», білі муларди кросу CF15 у 12 тижнів (84 доби) мають середню передзабійну живу масу 4,2 кг. Витрати корму на 1 кг приросту живої маси становлять 2,53 кг, тоді як у вихідних ліній вони більші (мускусні – 2,75 кг, пекінські – 2,60 кг).
Муларди не трапляються в дикій природі через різний географічний ареал проживання звичайної і мускусної качки. В Україні вони відомі з 2008 року.

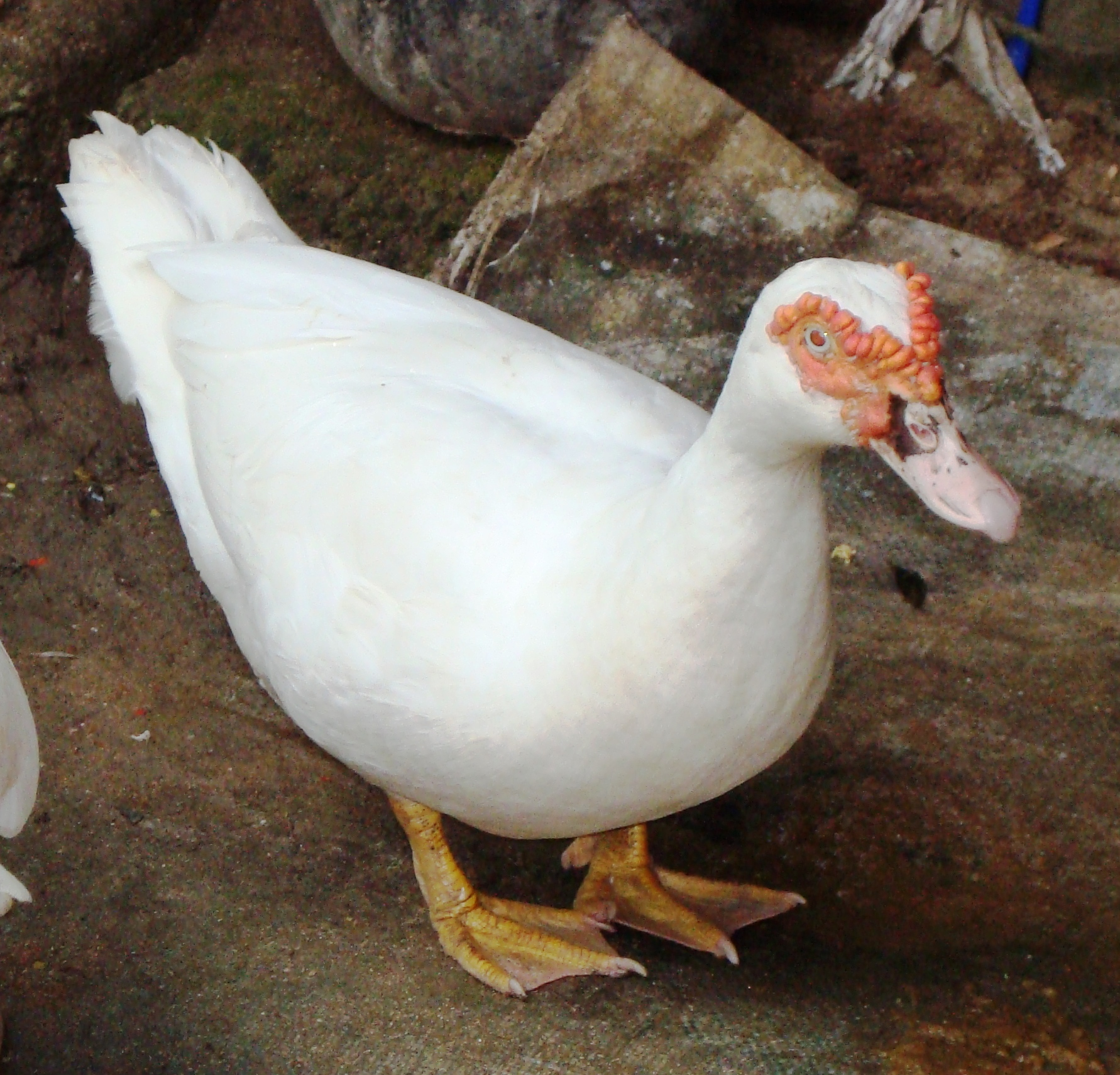
Мускусна качка
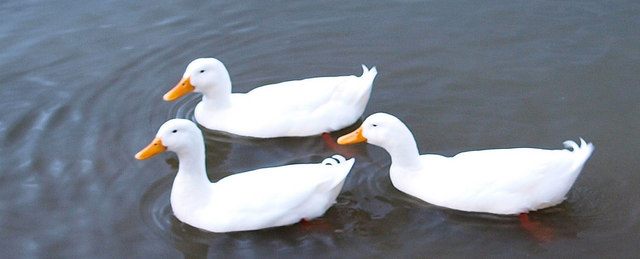
Домашня качка (пекінська)